# Tricalysia semidecidua
Tricalysia semidecidua là một loài thực vật có hoa trong họ Thiến thảo. Loài này được Bridson mô tả khoa học đầu tiên năm 2003.